# Arthur Bienenstock

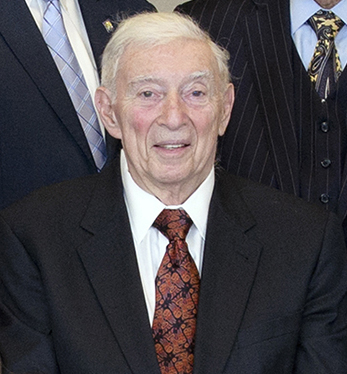
Arthur Bienenstock, 2017

Arthur Irwin Bienenstock (* 20. März 1935 in New York City) ist ein US-amerikanischer Physiker, Wissenschaftsmanager und ehemaliger Präsident der American Physical Society.

## Leben
Arthur Bienenstock ist der Sohn von Leo und Lena Bienenstock, geb. Senator. Er studierte Physik am Polytechnic Institute of Brooklyn, wo er 1955 den Bachelor- und 1957 den Master-Grad erwarb. Anschließend wechselte er an die Harvard University, an der er 1962 auf dem Gebiet der angewandten Physik promoviert wurde. Als Postdoktorand ging er nach Großbritannien an das Atomic Energy Research Establishment in Harwell. Nach seiner Rückkehr 1963 an die Harvard University war er dort bis 1967 Assistant Professor. 1967 wechselte er an die Stanford University und wurde Professor of Applied Physics sowie Professor of Materials Science and Engineering und später auch Professor of Photon Science (Photonik). Von 1978 bis 1997 war er Direktor des Stanford Synchrotron Radiation Laboratory (SSRL) (jetzt Stanford Synchrotron Radiation Lightsource). Das SSRL wurde dem Stanford Linear Accelerator Center (SLAC) angegliedert, und Bienenstock war von 1992 bis 1997 stellvertretender Direktor des SLAC. 1997 wurde er an der Stanford University emeritiert. Anschließend war er bis zum Ende der Amtszeit von US-Präsident Bill Clinton Associate Director für Wissenschafts- und Technologiepolitik im Office des Weißen Hauses.
Schwerpunkt seiner wissenschaftlichen Arbeit war die Strukturuntersuchung amorpher Materialien. Anfang der 1970er Jahre gehörte er zu den Pionieren, die den Röntgenanteil der Synchrotronstrahlung für solche Untersuchungen nutzten. Seine bahnbrechenden Studien wurden am SPEAR-Speicherring des SLAC durchgeführt.
2008 war Bienenstock Präsident der American Physical Society (APS). 1971 wurde er Fellow der APS und 1989 der American Association for the Advancement of Science (AAAS).
2013 wurde er in die American Academy of Arts and Sciences aufgenommen. Seit 2010 ist er auswärtiges Mitglied der Königlich Schwedischen Akademie der Ingenieurwissenschaften.
2018 erhielt er den Philip Hauge Abelson Prize der AAAS. Er ist Ehrendoktor der Polytechnic University of New York (1998) und der Universität Lund (2006).
Bienenstock ist seit 1957 mit Roslyn Doris Goldberg verheiratet. Aus der Ehe gingen zwei Söhne und eine Tochter hervor.